# Караїна (гідрологічна пам'ятка природи)
Караї́на — гідрологічна пам'ятка природи місцевого значення в Україні. Розташована на території Хмельницького району Хмельницької області, вздовж дороги Теофіполь-Базалія (близько 1 км на південь від с. Караїна, поблизу повороту на Гальчинці).
Площа — 4,2 га. Статус надано згідно з рішенням Хмельницької обласної ради від 11.06.2007 року № 23.

## Характеристика
Статус надано для збереження торфового болота з асоціацією калюжниці болотної та осоки чорної. Зростають такі рослини: верба вушката, хвощ болотний, щавель багновий (Rumex palustris), ситники тощо.
З рослин, що занесені до Червоної книги України виявлена популяція пальчатокорінника травневого і пальчатокорінника м'ясочервоного.
Орнітофауна представлена лелекою білим, лунями, чаплями.